# A Palavra Pintada
A Palavra Pintada (no original em inglês, The Painted Word) é um ensaio do jornalista Tom Wolfe que satiriza o sistema de arte e a dependência da produção e experiência da arte em relação à teoria da arte. Foi publicado primeiro na revista Harper's Magazine em 24 de junho de 1975, depois foi publicado como livro pela editora Bantam Books, recebendo várias reedições e traduções.
O argumento central do livro é que desde o modernismo até a época em que escreveu a arte se tornou cada vez mais dependente da teoria para ser compreendida e apreciada, e ao mesmo tempo se tornou progressivamente reducionista, eliminando não apenas o realismo e a representação figurativa mas também "linhas, cores, formas e contornos", "molduras, paredes, galerias, museus", para se tornar "teoria da arte pura e simples, purificada de toda a visão", um processo que culminava na arte conceitual, que ele considera uma experiência puramente literária e não artística. O autor declara no início que a ideia para a obra veio da leitura de um artigo do crítico Hilton Kramer no The New York Times, onde dizia que uma teoria convincente era crucial para a compreensão e desfrute da arte.
Wolfe também satiriza o sistema de arte como um clube fechado composto de poucas pessoas, onde os principais interessados na teoria e na arte são os próprios críticos e artistas, deixando de fora o público em geral, que segundo ele não desempenha o menor papel na evolução do gosto e das ideias. Os críticos Clement Greenberg, Harold Rosenberg e Leo Steinberg, que efetivamente dominaram a crítica norte-americana entre os anos 1950 e 1960, são seus principais alvos, alegando que suas palavras eram tomadas como dogmas inquestionáveis, forçando a arte produzida na época se tornar uma mera ilustração de suas teorias. Como disse o autor, não se trata mais de "ver é crer", e sim de "crer é ver" — "sem uma teoria para endossá-la, é impossível ver uma pintura".
Quando foi publicada A Palavra Pintada desencadeou uma forte reação negativa entre a crítica, que denunciou várias falhas, distorções e simplificações indevidas, e deplorou o seu pobre conhecimento do campo e sua escassa compreensão dos méritos da arte contemporânea. Wolfe de fato não faz uma crítica de arte consistente no sentido de estudar em profundidade o contexto histórico e estético que levou ao surgimento e legitimação das novas escolas, e não articula um verdadeiro debate entre as ideias que critica e sua própria visão.
Apesar das insuficiências apontadas, alguns críticos já na época da publicação a entenderam como uma crítica válida dos costumes, da sociedade e do mercado, e Viven Raynor no The Washington Post a chamou de "obra-prima". É uma das obras mais conhecidas de Tom Wolfe, e atualmente permanece controversa, mas a ampla rejeição encontrada no início em parte se dissolveu, sendo adotada como referência obrigatória para discussão em muitas academias e cursos de Artes Visuais, História da Arte, Letras e Comunicação. Vários autores apreciam a forma como ele explora, com um humor vivo e sarcástico, as contradições e o dogmatismo insustentável das teorias que se sucedem denunciando umas às outras, os modismos passageiros, a roda das vaidades e a ânsia pela fama, o glamour mistificador, as discussões bizantinas, o elitismo excludente, o formalismo excessivo e vazio de sentido, os interesses mercadológicos dissimulados e os pontos cegos do sistema de arte e seus agentes. Suas observações sobre o processo de desmaterialização da arte e a ascensão da teoria ao longo do século XX são essencialmente corretas. Segundo Leão & Lopes,
"Tom Wolfe, em seu clássico livro A Palavra Pintada, escrito em 1975, apresenta um retrato ácido dos mecanismos que estavam por trás das redes de poder que possibilitaram a emergência daquilo que veio a ser considerado uma arte moderna nos EUA. A hipótese defendida por Wolfe é que a arte abstrata americana está intrinsecamente atrelada à formação e ao desenvolvimento da tríade relacional composta por capital, redes de jornalistas e críticos e implantação de museus e galerias".
Para Eduardo Veras, o texto tem um "fôlego curto, mas pontaria precisa":
"Não era nada tão diferente daquilo que, em outros contextos, Pierre Bourdieu descreveu a partir da análise das práticas de consumo cultural nas sociedades contemporâneas — em suas relações com o capital simbólico, o habitus de classe e a distinção social. Ocorre que Wolfe, se não errava o alvo, forçava demais no curso do projétil. Ignorava as estruturas de poder, seus modos de funcionamento e suas ambiguidades e, de um ponto de vista superior, sempre gaiato e zombeteiro, ridicularizava os personagens que se propunha a examinar: em última instância, artistas, críticos e curadores emergiam do livro como vilões de desenho animado, dando risadinhas e torcendo as mãos, ou, ainda pior, como uns sujeitos tontos, sedentos por glória e reconhecimento, tanto quanto por canapés e champanhe. [...] O equívoco de Wolfe — suponho — esteve antes nas tintas que escolheu do que no retrato em si".
Uma resenha na Kirkus Reviews a analisou da seguinte forma:
"O interesse do ensaio de Wolfe, com todas as suas distorções e simplificações, está em sua observação muito justa de que a arte contemporânea tem sido larga e presunçosamente elitista, e seu mercado e valores, definidos por um grupo pequeno. Mais difícil é aceitar sua alegação de que as pinturas ilustram os textos, ou que existe uma conspiração entre os artistas e críticos. Wolfe entende pobremente as motivações de Rothko, Stella ou Pollock. Mesmo assim, seu golpe populista contra o reducionismo da arte contemporânea desde o expressionismo abstrato até o minimalismo e a arte conceitual é bem lançado, especialmente se pensarmos que esta arte carece de recompensas visuais e impacto emocional".